# Canon PowerShot N
Canon PowerShot N – cyfrowy aparat kompaktowy wyprodukowany przez japońską firmę Canon, należący do serii Canon PowerShot, wyposażony w pierścienie do regulacji zoom i wyzwalania migawki oraz odchylany ekran dotykowy, zaprezentowany po raz pierwszy na targach CES w Las Vegas.

## Opis aparatu
Kompakt miał swoją premierę 7 stycznia 2013 - jest to aparat o nietypowym designie w formie kostki, wyposażony w obiektyw 28 mm z 8-krotnym zoomem oraz inteligentnym stabilizatorem obrazu. Aparat posiada matrycę CMOS o rozdzielczości 12,1 megapikseli oraz procesor DIGIC 5. Canon PowerShot N oferuje możliwość bezprzewodowego udostępniania zdjęć przez wi-fi i połączenia z domową siecią bezprzewodową, zgodnymi drukarkami oraz komputerami, jak również urządzeniami przenośnymi jak tablet czy smartfon.
Kluczową cechą aparatu jest odchylany do 90 stopni ekran dotykowy LCD o przekątnej 7,1 cm oraz dwukierunkowe pierścienie na obiektywie. Aparat umożliwia także filmowanie w rozdzielczości full HD i w zwolnionym tempie (Super Slow Motion Movie). Produkt oferuje szereg trybów kreatywnych, w tym tryb Creative Shot umożliwiający wykonanie 6 zdjęć jednego ujęcia, uzyskując w ten sposób 5 alternatywnych wersji generowanych automatycznie dzięki różnicowaniu kompozycji, ekspozycji, balansu bieli, gradacji i kontrastu.
Aparat wyposażony jest w tryb Hybrid Auto umożliwiający dokumentację procesu fotografowania poprzez automatyczne nagranie 4-sekundowego filmu przed wykonaniem zdjęcia.

## Najważniejsze funkcje
- 8x zoom optyczny
- przycisk serwisu społecznościowego Facebook
- rozpoznawanie twarzy użytkowników Facebooka na zdjęciach dzięki systemowi Face ID[4]
- nagrywanie wideo w Full HD
- 58 trybów pracy SmartAUTO
- GPS przy użyciu urządzeń mobilnych (dodawanie do zdjęć informacji o lokalizacji)
- Hybrid Auto; tryb automatyczny z wykrywaniem 58 scen
- czułość ISO do 6400
- dźwięk stereo[5]